# Geschiedenis van de Chinese filosofie
De geschiedenis van de Chinese filosofie wordt doorgaans in drie tijdperken verdeeld;
- De klassiek-Chinese filosofie (laatste vier eeuwen van de Zhou-dynastie)
- De middeleeuws-Chinese filosofie (ten tijde van de Qin- en Han-dynastieën, de Zes Dynastieën, de Sui- en Tang-dynastieën, het tijdvak van de Vijf Dynastieën en het begin van de Song-dynastie)
- De modern-Chinese filosofie (gedurende het grootste deel van de Song-dynastie, de Yuan-, Ming- en Manchu-dynastieën, en het moderne, non-dynastieke China)

## Klassiek Chinese filosofie
De klassieke periode was turbulent, omdat de Zhou-dynastie langzaam en gewelddadig tot een eind kwam. In deze periode leefden Kung Fuzi, Mozi, Mencius, Han Fei, Zhuangzi en - als hij echt bestaan heeft - Laozi (6e of 5e eeuw v.Chr).
De vier grootste denksystemen van China zijn in deze tijd ontstaan. Zo formuleerde Kung Fuzi (wiens gelatiniseerde naam Confucius is) in een aantal canonieke boeken het morele en politieke systeem, dat naar hem het confucianisme is genoemd. Bijna twee eeuwen later ontwikkelde Mengzi het verder en wijdde zijn leven aan een poging om het confucianisme tot de basis van het Chinese bestuur te maken.
In diezelfde tijd ontstond ook het mystiekere systeem van het taoïsme, dat zonder volledige zekerheid toegeschreven wordt aan de filosoof Laozi. Het boek dat op zijn naam staat werd echter pas in 300 v.Chr. geschreven. Zhuangzi werkte het systeem verder uit en voorzag het van een stevige onderbouwing.
Overigens ontwikkelde Mozi het idee dat universele liefde en wederzijds voordeel de enige manier was om de samenleving te redden. Hij ontwikkelde een zeer praktisch georiënteerde en ondogmatische utiliteitsfilosofie, die bekend is geworden als het mohisme. Op basis van dit mohisme stichtte hij een gemeenschap die economisch zelfredzaam werd en militair voorbereid was op 'rechtvaardige' oorlogvoering. Het mohisme keert zich niet alleen volledig af van oorlogvoering, maar verwerpt ook de hoge plaats die in het confucianisme aan kunst en muziek wordt toegekend.
Andere stromingen waren het legalisme en de leer van yin en yang.

## Legalisme
In het begin van de 4e eeuw v.Chr. ontstond een nieuwe manier van denken, die de optimistische kijk op de menselijke natuur van andere scholen verwierp. Dit was het legalisme, en de belangrijkste exponent was Han Fei.
Het legalisme beschouwde de mens als intrinsiek slecht, en om hem in bedwang te houden was een streng systeem van wetten en straffen nodig. Het resultaat was een politieke opvatting die grensde aan het totalitarisme, die eeuwenlang van invloed is geweest op de Chinese politiek.

## Deugd versus wet
Eenvoudig gesteld pleiten het confucianisme en het mohisme voor een regering op basis van deugd (menselijkheid en rechtvaardigheid), en het legalisme op basis van wetten en de naleving ervan. Dit terwijl het taoïsme zich weinig met politiek bezighoudt en soms zelfs pleit voor een terugtrekking uit de samenleving.
Hoewel Chinese filosofie zich, zoals uit het bovenstaande blijkt, vooral bezighield met sociale, morele en ethische kwesties, worstelden vele denkers met andere vragen. Ook de logici (met name de mohisten, hoewel hun werk door andere filosofen goeddeels werd verwaarloosd) en de metafysici (van wie het denken sterk onderhevig was aan mystieke en semireligieuze aannames).

## Overige scholen
Twee kleinere, maar interessante scholen moeten hier worden genoemd. De yin-yang school, die een kosmologie
ontwikkelde en een filosofie beoefenden waarin de vijf krachten van de wereld (water, vuur, hout, metaal en aarde) een grote rol speelden. Ook de yin-yang benadering vanuit klassiekchinese tekst Yi jing was van belang.
De 'School der Namen' hield zich voornamelijk bezig met de taal, maar van hun werk bleef slechts klein deel bewaard.

## Na de klassieke periode
De geschiedenis van de Chinese filosofie na de klassieke periode bestaat grotendeels uit de consolidatie en ontwikkeling van de grote scholen (en dan in het bijzonder het confucianisme) en van buitenlandse denksystemen, meer dan uit nieuw denken.

## Hedendaagse Chinese filosofie
Drie belangrijke trends kunnen worden onderscheiden, die ook met elkaar verweven zijn:
1. de 'import' van westerse filosofie
2. de dominantie van de marxistische filosofie
3. de ontwikkeling van een nieuwe confucianistische filosofie

Aan het einde van de 19e eeuw werd China bedreigd door de imperialistische Europese machten, die het land nadelige handelsverdragen oplegden en militair vernederden. Chinese intellectuelen zagen in dat de Chinese traditie en filosofie onvoldoende waren om het land te moderniseren en de westerse bedreiging te weerstaan. Het importeren van de kennis van het westen werd een belangrijk doel. Bijna alle filosofische scholen van het westen kregen ook hun exponenten in Chinese filosofische strekkingen, maar het was ten slotte het marxisme dat de rest zou gaan overheersen. Na de communistische overname in 1949 werd de marxistische ideologie in het China onder Mao Zedong zelfs de enige die werd geduld. Na de Culturele Revolutie in 1967 sloot China gedurende een tiental jaren zijn deuren voor de buitenwereld. Na de heropening van de universiteiten in 1978 ervoeren de Chinese intellectuelen een groot gevoel van vrijheid. Er verschenen publicaties waarin werd gesteld dat het 19e-eeuwse marxisme diende te worden ontwikkeld tot een modernere variant. De euforie duurde slechts tot de gebeurtenissen van 1989 op het Tiananmen-plein, waarbij duidelijk werd dat ideologische vrijheid door de Chinese overheid aan banden werd gelegd.
De onderdrukking door het nationalisme was echter nooit volledig, en de oude tradities stierven nooit uit. Getuige daarvan is de nieuwe confucianistische beweging die een synthese tracht te vormen tussen oost en west. Belangrijke vertegenwoordigers waren Fung Yu-Lan (1895-1990) en Ho Lin (1902-1992) maar die veranderden onder invloed van het marxisme hun denkbeelden, terwijl onder meer Liang Sou-ming (1893-1988) en Hsiung Shih-li (1885-1968) sommige van hun traditionele overtuigingen behielden. Een van de meest markante figuren uit het nieuwe confucianisme is de originele denker Mou Tsung-san, een leerling van de eerder genoemde Hsiung hih-li. Hij ontwikkelde zijn eigen filosofische systeem en stelt dat de drie belangrijkste Chinese tradities - confucianisme, taoïsme en boeddhisme - allen benadrukken dat de mens het vermogen bezit van intellectuele intuïtie, of persoonlijke deelneming aan de weg, de Tao.
Hoe dan ook lijkt het erop dat de uitdaging voor de Chinese filosofie er in de toekomst uit zal bestaan om te trachten de tradities van China, het marxisme en het nieuwe confucianisme met elkaar te integreren.

## Lijst van Chinese filosofen
- Kong Fuzi
- Laozi
- Zhuangzi
- Mozi
- Mengzi
- Xunzi
- Han Feizi
- Wang Chong
- Wang Fuzi
- Feng Youlan
- Guiguzi